# Aartsbisdom Utrecht (oudkatholiek)
Het aartsbisdom Utrecht is een aartsbisdom binnen de oudkatholieke Kerk. Sinds 2020 is mgr. Bernd Wallet de aartsbisschop daarvan. In 1723 eiste de eerste oudkatholieke aartsbisschop de zetel van Utrecht op. De aartsbisschop van het aartsbisdom Utrecht is de voorzitter van de oudkatholieke bisschoppenconferentie. Binnen de kerkenband wordt de Utrechtse Kerk als moederkerk beschouwd. De Sint-Gertrudiskathedraal vervult de functie van kathedraal binnen het aartsbisdom.